# St. Jakob-Arena
Die St. Jakob-Arena ist eine Eissporthalle innerhalb der Sportzentrums St. Jakob in Basel. Sie ist die Heimspielstätte des Eishockeyclubs EHC Basel.

## Lage
Die St. Jakob-Arena liegt in der Brüglinger Ebene und ist Teil des Sportzentrum St. Jakob, das auch das grösste Fussballstadion der Schweiz, den St. Jakob-Park, und die durch verschiedensten Veranstaltungen und Fernsehproduktionen international bekannte St. Jakobshalle beherbergt. Die Eishalle ist verkehrstechnisch sehr gut angeschlossen: Die Tramlinie 14 der Basler Verkehrs-Betriebe (BVB) verbindet das Areal mit der Innenstadt, die Autobuslinie 36 mit dem Badischen Bahnhof. Auch wenn die Lokalität auf Boden der Baselbieter Gemeinde Münchenstein liegt, erfolgt der Zugang von Basel aus und die Adressbezeichnung lautet auf Basel.

## Nutzung

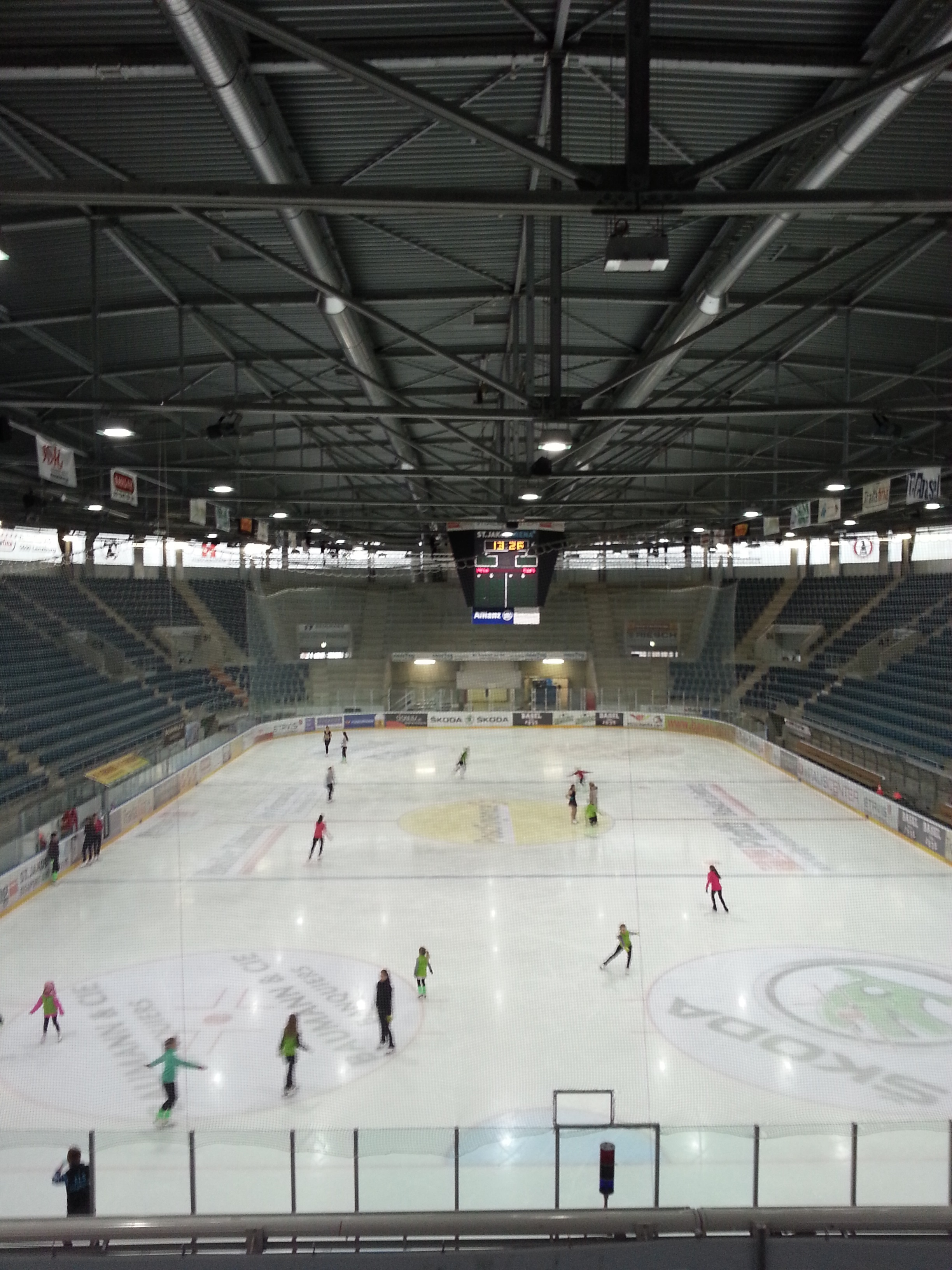
Innenansicht der St. Jakob-Arena

Das Stadion hat ein Fassungsvermögen von 6612 Zuschauern. Diese Kapazität teilt sich in 4126 Sitz- sowie 2486 Stehplätze auf. Die Arena ist ganzjährig nutzbar und eignet sich für die meisten Eissportarten wie Eishockey, Eiskunstlaufen, Eistanz, Synchroneiskunstlauf, Shorttrack und Eislaufen. Nur während der zweiten Hälfte des Monates Juni und während des gesamten Juli ist die Halle eisfrei.
Ausserdem finden Konzerte, Eisrevues, Eisdiscos und kulturelle Events in der Halle statt.

## Geschichte
Seit 1980 gab es in Basel die Idee einer neuen Eishalle. Der Basler Nationalrat Johannes Randegger, der ehemalige Eishockeyspieler Pio Parolini sowie der Basler Regierungsrat Christoph Stutz gründeten 1998 eine private Gruppe mit dem Ziel, das Projekt endlich voranzutreiben. 1999 wurde die St. Jakob Arena Genossenschaft ins Leben gerufen, die rund 1,2 Millionen Franken in den Bau investierte. Zu den weiteren Investoren zählten der Bund mit zwei Millionen, die Kantone und Gemeinden mit zusammen 8,2 Millionen und die Industriellen Werke Basel mit 4,5 Millionen Schweizer Franken. Das restliche Kapital wurde fremdfinanziert. In der Bauphase von 2001 bis 2002 wurden 119'000 m³ verbaut. Mit der Planung und Ausführung waren die Architekten Zwimpfer Partner (heute ffbk Architekten) und Berrel betreut. Beim ersten Eishockeyspiel in der Arena am 12. Oktober 2002 besiegte der EHC Basel den EHC Olten vor ausverkauften Rängen 4:0. 2006 fand die Curling-Europameisterschaft in der Basler St. Jakob-Arena statt.
Per 1. Juli 2016 kaufte der Kanton Basel-Stadt die St. Jakob-Arena von der St. Jakob Arena Genossenschaft für 3,4 Mio. Franken plus Mehrwertsteuer ab. Damit soll, neben der Teilsanierung der Kunsteisbahn Margarethen, der Eissport für die Zukunft in der Region gesichert werden. Der Grund für den Verkauf waren finanzielle Probleme der bisherigen Eigentümerin der Halle. Dazu führte der vorzeitige Ausstieg des Pächters und Hallenbetreibers Basel United im Jahr 2013 und der Konkurs der EHC Basel Sharks (heute: EHC Basel) 2014. Die Liquidität und damit der Betrieb konnten zwar aufrechterhalten werden, da aber die Arena im Baurecht erstellt wurde und innert 50 Jahren abgeschrieben werden musste, konnten die dazu benötigten Mittel nicht mehr generiert werden.